# HMS Anson (79)
La HMS Anson (Pennant number 79) è stata una nave da battaglia Classe King George V della Royal Navy, chiamata così in onore dell'Ammiraglio George Anson, Primo Barone Anson, ammiraglio durante la Guerra dei sette anni, come altre sei navi della marina inglese prima di lei. Inizialmente si sarebbe dovuta chiamare Jellicoe, in onore dell'Ammiraglio John Jellicoe, comandante della flotta nella Battaglia dello Jutland, ma venne ribattezzata con il suo nome definitivo nel febbraio 1940. Costruita nei cantieri Swan Hunter, venne impostata il 20 luglio 1937, varata il 24 febbraio 1940 ed entrò in servizio il 22 giugno 1942.

## Servizio

### La seconda guerra mondiale
Completate le prove precedenti all'ingresso in servizio, divenne operativa a Scapa Flow, assegnata alla Home Fleet e ammiraglia del Vice Comandante della Flotta. Il 4 settembre 1942 giunse a Hvalfjord, in Islanda, per fornire copertura ai convogli artici diretti in Unione Sovietica, scortando dall'11 settembre i convogli PQ18 e QP14 insieme alla nave da battaglia Duke of York, all'incrociatore Jamaica e a 4 cacciatorpediniere. Tornata alla base dopo la missione,a unità fu presente durante la visita del Primo Ministro Winston Churchill e di Sir Stafford Cripps il 9 ottobre a Scapa Flow. In seguito partecipò a missioni di pattuglia nel Mare del Nord con compiti di intercettazione delle corsare nemiche e di scorta ai convogli alleati. Dal 22 dicembre prese parte alla copertura a distanza del convoglio JW51B, che il 31 dicembre venne attaccato dalla "corazzata tascabile" Lützow e dall'incrociatore pesante Admiral Hipper, insieme a 6 cacciatorpediniere. La Anson, insieme alle unità della scorta a distanza, si trovava a circa 1.000 miglia ad ovest della posizione, non riuscendo quindi ad intervenire nel combattimento.

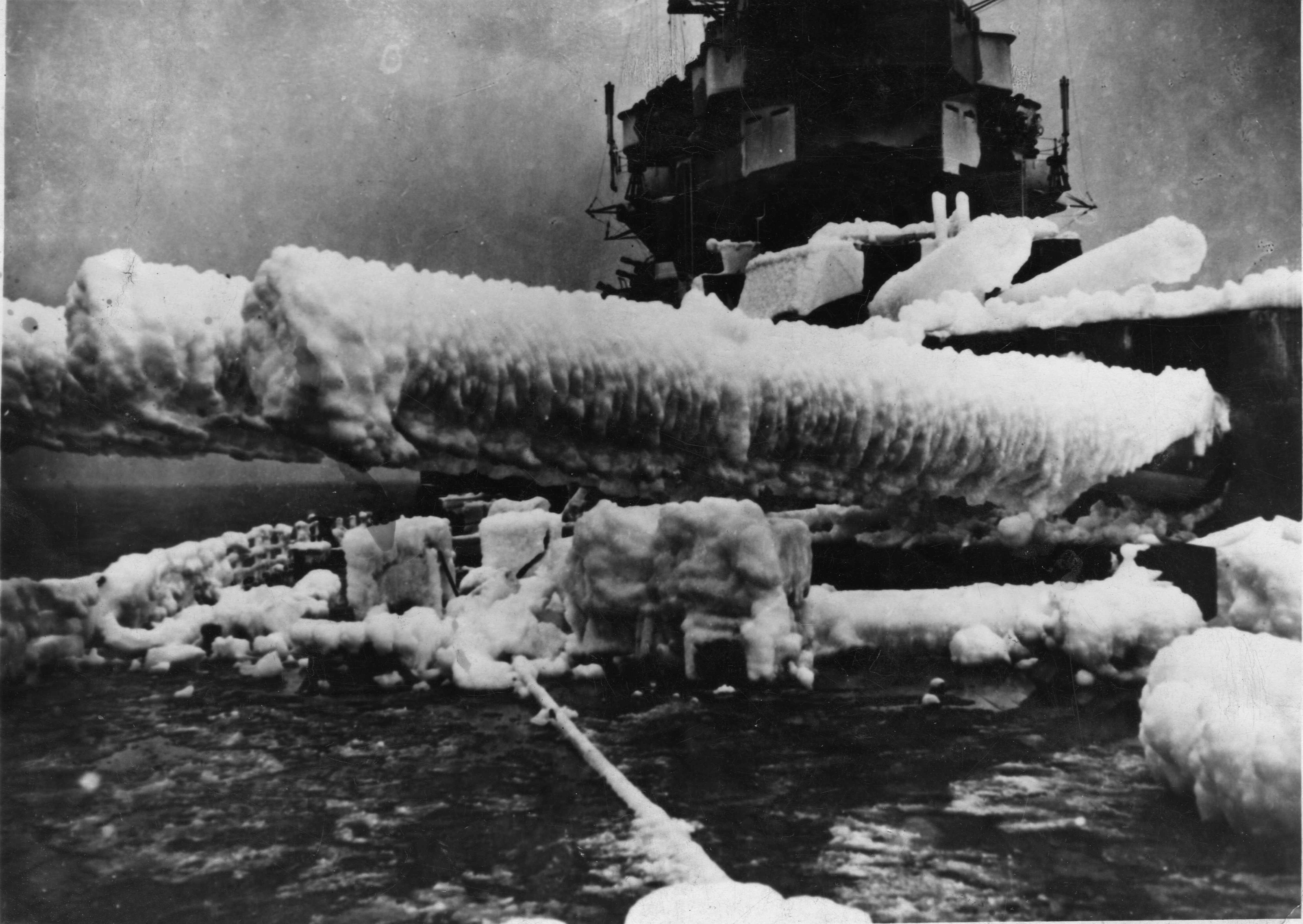
I cannoni principali della Anson durante la scorta ad un convoglio artico

Dal 23 gennaio 1943 fornì copertura a distanza ai convogli JW52 e RA52 insieme all'incrociatore Sheffield e a 8 cacciatorpediniere, rimanendo assegnata a Scapa Flow con gli stessi compiti fino al mese di giugno. Dal 9 giugno partecipò alla missione di aiuto alla guarnigione anglo-norvegese di Spitzbergen, insieme alla Duke of York e alle statunitensi South Dakota e Alabama, con la scorta di 5 cacciatorpediniere della US Navy. Queste unità si trovavano in servizio con la Home Fleet per rinforzarne gli effettivi in seguito al trasferimento della King George V e della Howe nel Mediterraneo per appoggiare la pianificata sbarco in Sicilia, lo sbarco alleato in Sicilia. Il 27 luglio partecipò insieme alle portaerei Illustrious e Unicorn ad una missione diversiva durante gli sbarchi in Sicilia, simulando la minaccia di uno sbarco in forze nel sud della Norvegia. In seguito al successo degli sbarchi in Italia le unità statunitensi vennero ritirate, e la Anson entrò in cantiere il 1º agosto per un ciclo di manutenzione, rientrando in servizio il mese successivo. L'8 settembre salpò insieme alla Duke of York e a 5 cacciatorpediniere per tentare di intercettare la Tirpitz e la Scharnhorst che avevano effettuato un bombardamento su Spitzbergen, senza però riuscire ad intercettare le unità tedesche. Il 4 ottobre partecipò insieme ad unità della Home Fleet e della US Navy ad un bombardamento del porto di Bodø, in Norvegia, rifornendo dal 14 ottobre la guarnigione di Spitzbergen. Il 2 novembre scortò insieme alla portaerei Formidable, all'incrociatore Jamaica e a sei cacciatorpediniere il convoglio RA54 di ritorno dalla penisola di Kola. Il 19 novembre scortò il convoglio JW54A diretto in Unione Sovietica insieme all'incrociatore USS Tuscaloosa e a cacciatorpediniere statunitensi mentre dal 28 novembre fornì copertura al convoglio JW54B, insieme all'incrociatore Belfast e a quattro cacciatorpediniere britannici. Partecipò ad operazioni minori fino al febbraio 1944, scortando il 24 la portaerei Furious durante una serie di bombardamenti in Norvegia. La scorta era formata anche dalla nave da battaglia della Francia Libera Richelieu e da due incrociatori della Home Fleet.
Il 30 marzo salpò da Scapa Flow insieme ad una vasta forza navale composta anche dalla Duke of York, dalle portaerei Furious e Victorious, dagli incrociatori Belfast, Jamaica, Sheffield e Royalist e dalle portaerei di scorta Emperor, Fencer, Pursuer e Searcher, oltre a 14 cacciatorpediniere, per scortare il convoglio JW58 e attaccare con gli aerei imbarcati la Tirpitz ancorata ad Altenfjord. Dal 21 aprile partecipò ad una seconda serie di bombardamenti sulla Tirpitz. Nel mese di giugno venne deciso l'ingresso in cantiere dell'unità per prepararla a prendere servizio nella British Pacific Fleet.

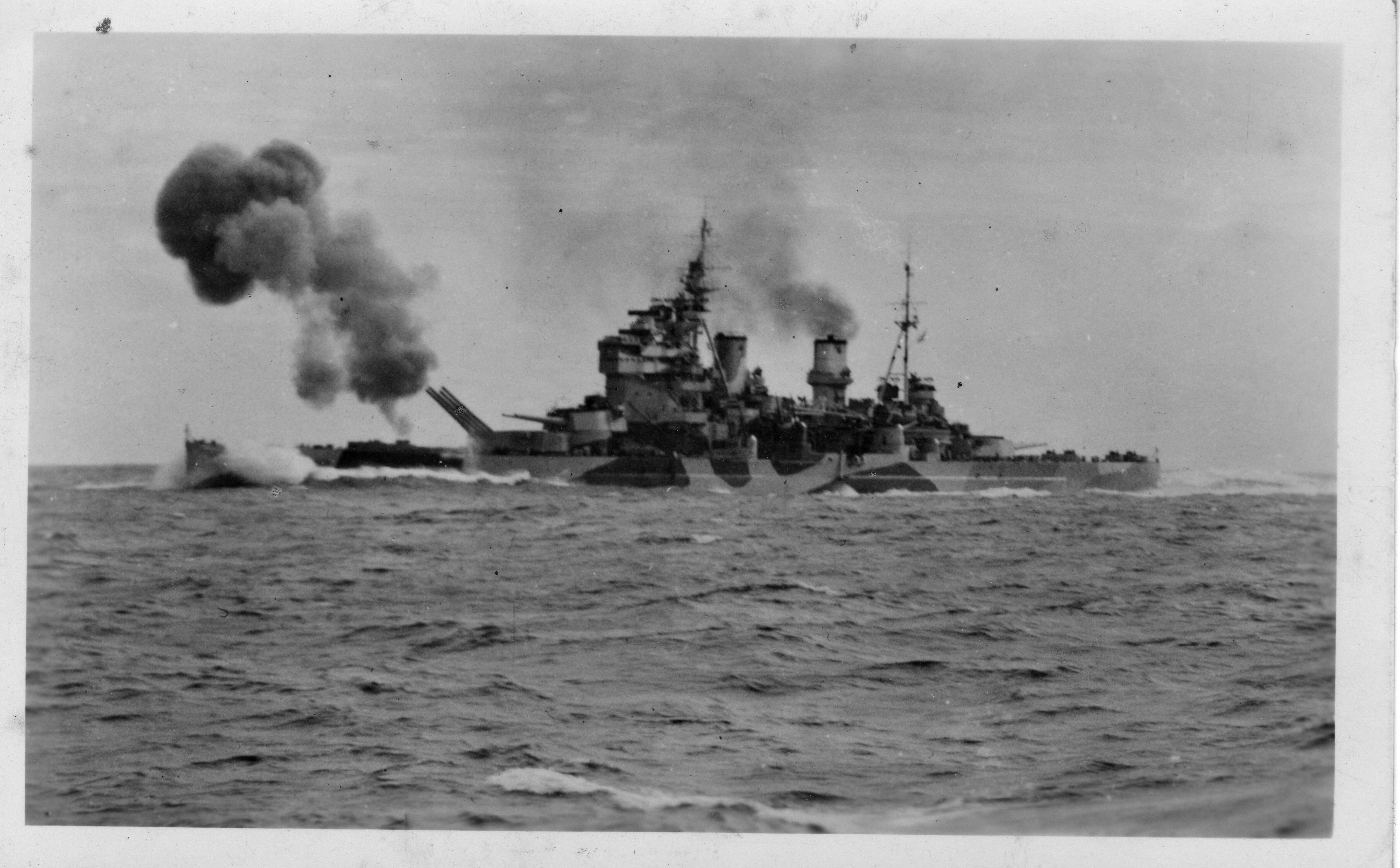
La Anson apre il fuoco con la torretta di prua

I lavori, iniziati in luglio nel cantiere di Devonport, compresero l'installazione di nuovi e più moderni radar. Il Type 281 per la scoperta di aerei nemici venne sostituito da un Type 281B, mentre il Type 273 per la scoperta di superficie venne sostituito dai più moderni Type 293 e 277. Il controllo delle armi antiaeree, fondamentali nel teatro del Pacifico, vide l'installazione di quattro radar Type 262 e uno Type 282. Quattro sistemi di controllo fuoco antiaereo Type 285 vennero sostituiti con i Type 274. Il Type 283 per il fuoco di sbarramento venne installato su tutti e quattro i sistemi. Durante questi lavori vennero anche eliminati gli aerei imbarcati.
La nave, uscita dal cantiere nel mese di marzo 1945, tornò in servizio effettivo il mese seguente, iniziando il viaggio di trasferimento a Sydney il 25 aprile, passando per il Mediterraneo, Suez e Ceylon, giungendo a destinazione in luglio. In agosto venne designata per prendere parte alla forza navale di rioccupazione di Hong Kong, dove giunse il 26 agosto, imbarcando in seguito il personale fatto prigioniero nel 1941 con la presa della città da parte delle forze giapponesi.

### Il dopoguerra
Dopo la fine delle ostilità la Anson rimase assegnata alla Pacific Fleet venendo trasferita nella baia di Tokio per controllare da vicino la capitale giapponese. Nel 1946 la nave tornò in Australia, lasciando la flotta il 28 giugno seguente. Trasportò quindi il Duca e la Duchessa di Gloucester in viaggio da Hobart a Sydney. Tornata in patria il 29 luglio rimase in servizio come parte dello Squadrone d'addestramento fino al 1949, anno in cui venne trasferita in riserva nel mese di novembre. Messa in vendita nel 1957, venne venduta alla Shipbreaking Industries per la demolizione e rimorchiata a Faslane per l'inizio dei lavori, giungendo a destinazione il 17 dicembre. Durante la sua carriera non venne mai a contatto con il nemico, ed i suoi pezzi principali spararono solo per esercitazioni.